# José Ramón Iglesias Rivera
José Ramón Iglesias Rivera (La Coruña,  9 de mayo de 1939 - Ibidem., 7 de enero de 2016) fue un pintor y dibujante español conocido por el nombre artístico de José Ramón.

## Biografía
Nacido en La Coruña en el seno de una familia humilde. Su infancia estuvo marcada siempre por su vocación a la pintura. Sus juegos eran los pinceles y las pinturas. A muy temprana edad, ya dibujaba las letras. A los once años ingresó en la Escuela de Artes y Oficios (hoy conocida como Escuela de Arte y Superior de Diseño Pablo Picasso) donde permaneció hasta 1957. Allí fue alumno de los pintores: Lolita Díaz Valiño, José Seijo Rubio ─director del Museo de Bellas Artes─, y Luis Quintas Goyanes. Durante su adolescencia, fue forjándose a sí mismo sin contar con la ayuda de ningún mecenas. Sacó adelante a su familia, confiando en sí mismo y teniendo muy claro lo que quería.
Animado por su maestro Seijo Rubio, realizó su primera exposición individual en la Asociación de Artistas de Coruña (1962). Posteriormente obtuvo el Título de Dibujante con sobresaliente (1965). José Ramón hizo de su oficio el sustento familiar durante toda su vida; fue un pintor que trabajaba a tiempo completo. Ese mismo año abrió su propia Galería en la calle de Santiago en la Ciudad Vieja.
Como cualidades destacadas de su personalidad, quienes le conocieron le recuerdan como un hombre con mucha personalidad, talento, humildad y honradez profesional.
En las décadas de los años cincuenta y sesenta se hizo famoso en el mundo del arte a través de las numerosas exposiciones que organizó dentro y fuera de la ciudad.
El mayor impulso a su faceta como dibujante le llegó en 1976 a raíz del encargo efectuado por parte del alcalde de La Coruña, José Manuel Liaño Flores para realizar los Dibujos de la Historia de La Coruña para las Tallas del Salón de Plenos del Ayuntamiento coruñés. Se trata de un total de veinticuatro dibujos referentes a la historia y a los mitos de la ciudad, que decoran los frontales de los sillones del Salón Capitular. También, recibió el encargo de diseñar el Libro de Oro del mismo ayuntamiento. Además, el propio consistorio coruñés editó en dos ocasiones, el Libro de la Historia de A Coruña con los dibujos de las Tallas del Salón Capitular para regalo institucional (1976 y 1993).
También desarrolló otros trabajos, como: el diseño de la Medalla Conmemorativa del I Centenario del Puerto de La Coruña (1977); el Cartel del Festival Internacional de Cine de Comedia de La Coruña y los dibujos de actores como Antonio Ferrandis y Ben Gazzara (1983), o el dibujo del Pergamino conmemorativo para Isaac Díaz Pardo (2015).

### Técnica y Estilo
José Ramón ha sido calificado como "uno de los mejores artistas plásticos de Galicia". Su carrera pictórica está marcada por los lugares donde vivió y trabajó.  
Primera etapa: Dibujo y Figuración (1950-1980). En esta época se considera más dibujante que pintor clásico. Destaca el gran dominio técnico del dibujo como base de sus obras. Centra su temática en Galicia: escenas, paisajes y mar. Un ejemplo de ello es la obra gráfica “Galicia Artística y Monumental” (1970-1990), donde inició una trayectoria artística que le llevó a exponer en: Basilea, Buenos Aires, Montevideo y Oporto.
Segunda etapa: Retratos en acuarela (década de los años 70). Utilizó la acuarela porque según él, era el mejor modo de ser un gran colorista, y llegó a dominarla hasta la perfección. También realizó dibujos con la técnica de tinta Flomaster.
Tercera etapa: Abstracción (2000-2016). Su obra alcanzó la abstracción y es ahí cuando el artista decidió no continuar en ese camino absoluto y quedarse con una fusión entre la figuración geométrica y la abstracción que se aprecia en los fondos de todos sus cuadros. El pintor coruñés cambia su estilo como resultado de la fusión de un clasicismo geométrico con la abstracción, influenciado por un postcubismo y el constructivismo sobre todo con los colores puros y planos, hasta llegar al protagonismo del volumen y la geometría, junto con el cubismo, que se observa en sus últimas obras. Queda patente la evolución progresiva en sus composiciones, comienza a romper con la visión clásica, utilizando cada vez más formas geométricas y da paso a la luz y al color, con trazos enérgicos, llenos de calidad artística. En esta etapa realizó numerosas exposiciones en centros oficiales de La Coruña, Madrid, Lugo, Orense, Santiago de Compostela y Vigo.
Su obra rigurosamente concebida y ejecutada, tiene una composición organizada y precisa, con formas cerradas y finos planos de color vivo, estimulante y alegre. José Ramón se muestra como un pintor figurativo con estilo propio, que tiene en sus obras muchos elementos abstractos con numerosas referencias a Galicia.
El artista bautizó la colección de sus últimas obras como “La Alegría del Color” ('Alegría da Cor'). Dicha exposición se expuso como homenaje póstumo en el Centro Cultural Marcos Valcárcel (Orense, 2016). En  Afundación (Vigo) se inauguró la primera exposición póstuma del artista, donde se pudieron contemplar óleos y acuarelas realizadas por José Ramón entre 2003 y 2014, que constituyen las últimas obras del pintor (2019).

### Vida personal
En 1965 se casó con María Teresa Agra y tuvo cinco hijos: Ana, Carlos, José Ramón, Fuencisla y Alberto. Así como gran amante de la familia; su mujer Mª Teresa ha tenido un papel muy destacada en su vida y obra; aparte de ser su musa, dejó su trabajo para dedicarse íntegramente a la vida de José Ramón y juntos abrir lo que sería la primera Galería de Arte de la Ciudad Vieja.

## Obra pictórica
Su obra figura en diversos museos e instituciones de Galicia, como la Real Academia Gallega o la Diputación de La Coruña, además de diversas colecciones privadas en Suiza, América Latina, Estados Unidos y Canadá. La mayor parte de su obra continúa exponiéndose y divulgándose a través de exposiciones.

### Retratos
- Retratos realizados al óleo para los alcaldes Evaristo Babé y Geli, José Crespo López-Mora, Hernán Martín de Barbadillo y José Fuciños Gayoso.
- Retratos a la acuarela para la Galería de Presidentes de la Cámara de Comercio, además de la Galería de Presidentes de la Mutua Gallega de Accidentes de Trabajo de La Coruña.
- Retrato del Decano del Ilustre Colegio de Abogados de La Coruña, D. Manuel Iglesias Corral.
- Retratos de personalidades de la vida coruñesa.[15]

### Murales
- 1991, Decoración de las Sedes de la Delegación de la ONCE de La Coruña, Lugo y Pontevedra.
- 1983, Bolera de la Calle Olmos (La Coruña).
- 1982, Concesionario Mercedes (Louzao, La Coruña).
- 1980, La Capilla del Pazo de Rilo (Mugardos, La Coruña).
- 1975, El Hall de la Central Termoeléctrica de Endesa (La Coruña).
- 1975, Fábrica de Tableros (O Campo, La Coruña)
- 1975, Fábrica Morodo (La Coruña)
- 1972, Restaurante El Yéboles (La Coruña).
- 1970, Restaurante O Piote (La Coruña).[7]

### Ilustraciones de Libros
Ilustró los siguientes libros:
- 1993, “Historia de La Coruña en las tallas del Salón Capitular del Palacio Municipal”, con textos de Ángel Padín.
- 1982, “Puentedeume conxunto moimental adicado aos nenos”, editado por Talleres Venus.
- 1982, "A Grande Ibia", de Alfonso Pereyra.
- 1981, "Guía Turística de la Comarca Eumesa” editada por el Ayuntamiento de Puentedeume.
- 1978, "Libro de Celanova" dedicado a San Rosendo editado por el Ayuntamiento de Celanova.
- 1977, “Monumentos y lugares más representativos de la comarca eumesa”, editado en Puentedeume, y reeditado posteriormente en 1993.

## Premios
- Premio de la VII Exposición de Arte Infantil en la Asociación de Artistas de Coruña.